# FNSの日
『FNSの日』（エフエヌエスのひ）は、フジテレビをはじめとしたフジネットワーク（FNS）系列各局（テレビ大分を除く）が、毎年1つのメインコンセプトテーマを掲げ、1987年から毎年総力を挙げて制作、生放送されている長時間特別バラエティ番組。1997年からは大半の番組が『FNS27時間テレビ』（エフエヌエス27じかんテレビ）と称している。

## 概要

### 略歴
1987年、フジテレビ開局30周年特別番組として企画された大型バラエティ番組・特別番組である。『24時間テレビ 「愛は地球を救う」』（日本テレビ）のパロディ及びアンチテーゼが番組の根幹にあり、チャリティーなしでお笑いだけをやる生放送番組として企画された。一部の回では、24時間テレビのパロディとして長時間長距離マラソンや出演者及びスタッフが同じデザインのTシャツを着る等の企画も行われている。
チャリティーを行っていないため第1回の番宣ポスターには「チャリティーではありません」と明記し、番組内でも明石家さんま・タモリらが度々注意を呼びかけていたが、勘違いして募金をフジテレビに持ってくる人もいた。また、当時フジテレビが行ったイベント『夢工場』の宣伝の要素もあった。当初は1回きりの特別番組の予定だったが、初回放送の平均視聴率が19.9%、瞬間最高視聴率は38.1%という高視聴率となり以降、新型コロナウイルス感染症の影響による中断を挟みながら毎年継続して企画・放送されている。
2007年以降、制作著作は「フジネットワーク27社」名義であり、クロスネットのテレビ大分以外の全局が制作局となっている。
2017年 - 2019年はこれまでの生放送・バラエティ中心の内容を大きく一新し、放送日も例年の夏季から9 - 11月に変更して放送された。
2020年は8月に放送される予定であったが、新型コロナウイルスの影響で34年目にして初の放送中止となり、以降2022年まで3年連続で放送が見送られた。2021年・2022年は放送中止状態にある本番組の代替として、2夜連続・計9時間生放送の長時間特別番組『FNSラフ&ミュージック〜歌と笑いの祭典〜』を2021年8月28日・29日、2022年9月10日・11日に『FNSラフ&ミュージック2022〜歌と笑いの祭典〜』を放送した。また、2020年8月22日から23日にかけて当番組参加局のひとつである北海道文化放送のアナウンサーたちによるYouTubeチャンネルである「UHB北海道文化放送非公式チャンネル」にて『ABOUT 27H YOUTUBE LIVE』を生配信した。
そして2023年に『千鳥の鬼レンチャン』をベースにした放送内容で4年ぶりに復活した。同年の放送ではTVerのリアルタイム配信を全編で実施した。24時間以上リアルタイム配信が行われるのは、民放のテレビ局では史上初の試みとなった。
2025年は放送を予定していたが、2月21日に放送中止を発表。3年ぶり4回目の放送中止となる。フジテレビは中止の理由について「一連の事案（中居正広・フジテレビ問題）を受けて、総合的に判断して放送を見送る」とした。

### 放送内容
『24時間テレビ』と異なり、毎年の放送内容に統一性はなく、ベース番組やメインコンセプトテーマに沿った企画が行われる。
例として、2002年・2003年は例年のお笑い要素を少なくし、感動系の内容をメインに放送。一転して2004年からはお笑いバラエティ要素の強い企画を放送。2017年 - 2019年は教養要素の強い内容を放送。中断期間を挟み2023年からは例年のお笑いバラエティ要素の強い内容に回帰するなど、年度によって放送内容・企画に大きなバラつきがあり、前年と今年で実質的に全く異なる番組である事も多い。
毎年のテーマに沿ったレギュラー番組の特別版や各時間帯の番組を内包したコーナーが組み込まれる。基本的に生放送（2017年 - 2018年は収録放送がメイン。それ以外の年でも一部の時間帯で事前収録した内容を放送する場合もある）であり、生放送である特色を活かして稀に他局の番組とのコラボレーション企画を行うこともある。メインセットを設けるスタジオは河田町社屋第6スタジオ→台場・FCGビルV4スタジオと広いスタジオを使っており、各コーナーは本社内や湾岸スタジオ内にある別スタジオや社内の廊下・玄関前、開催中のお台場冒険王会場内などを使う。
また、番組中の提供クレジットは第1回から一貫して画面下部にアニメーション効果を加えた読み上げなしの特別仕様のものが使われている。1996年（第10回）まではスポンサー名の上に「提供」と書かれていたが、1997年（第11回）からはスポンサー名だけが書かれており、2023年（第37回）からはスポンサー名が一部企業を除きカラー表記となった。なお、ローカルスポンサー枠に関してはフジテレビは同じ仕様のもの、それ以外は普通の提供クレジットとなる局が多い。
放送決定がフジテレビより公式に発表されるのは通常、放送日のおよそ2 - 3か月前となる。ただし年によっては、公式発表より前に出演予定者やスタッフが自身の出演する番組や雑誌のインタビューで非公式に次回のFNSの日について言及する事があり、それが実質「今年も放送が決定した」と公になる場合もある。なお、2023年・2024年はその年の2月中に放送決定が発表され、例年より大幅に早い展開となった。

### 放送時間の推移
放送開始当初は、ライバルの日本テレビを意識し､24時間（土曜日21時 -日曜日20時54分）で放送が始まったが23 - 25時間と各年で幅があった。1996年は､10周年記念として29時間30分に拡大､翌1997年より27時間。その後は25-27.5時間で推移している｡
放送時間に合わせて2005年は「25時間テレビ」、2006年・2009年 - 2010年は「26時間テレビ」と番組名が変更されているが、2011年以降は「27時間テレビ」に統一して放送されている。 2011年 - 2014年は26時間24分（18:30 - 翌20:54）に設定され、2015年以降は放送終了時間が21:54と1時間拡大されたが、「27時間テレビ」のタイトルに変更はない。

### 番組タイトルについて
1987年の放送開始から1996年までは毎年ごとの番組の正式タイトルを略して「夢列島」「平成教育テレビ」、放送時間から取って「FNS24時間テレビ」と呼ばれていた。1997年より放送時間が27時間に設定されて以降は通称として「27時間テレビ」と呼ばれるようになったが、番組タイトルに正式に「FNS27時間テレビ」と名付けられるようになったのは2002年の放送からである。以降は放送時間の推移に合わせて「FNS○○時間テレビ」と銘打たれるのが恒例である。
また本来の通称としては「FNSの日」であるが、実際の番組名として使われる事は少ない。2009・2010年に「FNSの日26時間テレビ」として番組名に用いられたのが最後。ただし番組最後のエンドロールでは「FNSの日 制作実行委員会」のトップクレジットの下にスタッフロールが流れる。

### 歴代製作総指揮
製作総指揮は第1回（1987年）は当時フジテレビ会長の鹿内春雄、第2回から第5回（1988年 - 1991年）は春雄の義弟で同社会長の鹿内宏明が、制作代表は第2回から第5回（1988年 - 1991年）まではフジテレビ社長・日枝久が務めた。日枝は後身の『平成教育テレビ』→『FNS27時間テレビ』でも製作総指揮・制作代表を2016年まで29年間務めた（製作総指揮は1993年の第7回から2000年の第14回まで）。基本的に制作代表は歴代フジテレビ会長、製作総指揮は第7回（1993年）から歴代フジテレビ社長が務めている。

## 参加局

### 現在の参加局
現在の主催局はテレビ大分以外のフジテレビ系列加盟27社で各局が共同主催で実施している。
| 放送対象地域   | 放送局                    | 系列                                         | 備考・脚注               |
| -------------- | ------------------------- | -------------------------------------------- | ------------------------ |
| 関東広域圏     | フジテレビ（CX）          | フジテレビ系列                               | 基幹制作局               |
| 北海道         | 北海道文化放送（UHB）     | フジテレビ系列                               | 北海道地区幹事局         |
| 岩手県         | 岩手めんこいテレビ（mit） | フジテレビ系列                               | 第5回（1991年）から参加  |
| 宮城県         | 仙台放送（OX）            | フジテレビ系列                               | 東北地区幹事局           |
| 秋田県         | 秋田テレビ（AKT）         | フジテレビ系列                               |                          |
| 山形県         | さくらんぼテレビ（SAY）   | フジテレビ系列                               | 第11回（1997年）から参加 |
| 福島県         | 福島テレビ（FTV）         | フジテレビ系列                               |                          |
| 新潟県         | NST新潟総合テレビ（NST）  | フジテレビ系列                               |                          |
| 長野県         | 長野放送（NBS）           | フジテレビ系列                               |                          |
| 静岡県         | テレビ静岡（SUT）         | フジテレビ系列                               | 静岡地区幹事局           |
| 富山県         | 富山テレビ（BBT）         | フジテレビ系列                               |                          |
| 石川県         | 石川テレビ（ITC）         | フジテレビ系列                               |                          |
| 福井県         | 福井テレビ（ftb）         | フジテレビ系列                               |                          |
| 中京広域圏     | 東海テレビ（THK）         | フジテレビ系列                               | 中部地区幹事局           |
| 近畿広域圏     | 関西テレビ（KTV）         | フジテレビ系列                               | 関西地区幹事局           |
| 島根県・鳥取県 | 山陰中央テレビ（TSK）     | フジテレビ系列                               |                          |
| 岡山県・香川県 | 岡山放送（OHK）           | フジテレビ系列                               |                          |
| 広島県         | テレビ新広島（tss）       | フジテレビ系列                               | 中国・四国地区幹事局     |
| 愛媛県         | テレビ愛媛（EBC）         | フジテレビ系列                               |                          |
| 高知県         | 高知さんさんテレビ（KSS） | フジテレビ系列                               | 第11回（1997年）から参加 |
| 福岡県         | テレビ西日本（TNC）       | フジテレビ系列                               | 九州地区幹事局           |
| 佐賀県         | サガテレビ（sts）         | フジテレビ系列                               |                          |
| 長崎県         | テレビ長崎（KTN）         | フジテレビ系列                               |                          |
| 熊本県         | テレビ熊本（TKU）         | フジテレビ系列                               |                          |
| 宮崎県         | テレビ宮崎（UMK）         | フジテレビ系列 日本テレビ系列 テレビ朝日系列 |                          |
| 鹿児島県       | 鹿児島テレビ（KTS）       | フジテレビ系列                               |                          |
| 沖縄県         | 沖縄テレビ（OTV）         | フジテレビ系列                               |                          |

備考
クロスネット局の対応
- テレビ宮崎（FNS単独加盟・NNS並びにテレビ朝日ネットワークは非加盟）
通常なら他系列の番組を編成している時間帯（NNN編成である土曜23時55分 - 、日曜日19時 - 24時55分など）についても、当番組の放送を優先する。ただし、ニュース枠についてはその限りではないケースもある（なお、NNN、ANNの当該時間帯のニュースを放送しても、年度の時間編成によってはFNNのニュースも放送される場合がある）。なお、2011年以降は全編フルネットを行っている。
  - 土曜日のNNN最終ニュース - 2009年までは飛び降りで土曜日のNNN最終ニュース枠（『NNNニュース』）を放送。2010年以降の『Going!』は放送せず。
  - 日曜日の昼前のニュース - 2010年までは飛び降りで『ANNニュース』を放送。2011年以降は放送せず。
  - 日曜日の19時以降、本番組と時間帯が重なった報道番組を除くNNS同時ネット番組に関しては振替放送がなされる。

- テレビ大分（NNS・FNS双方加盟のクロスネット局）
2002年度 - 2006年度のみネットされていたが、編成の都合や終夜放送を行っていなかったことから一部時間のみのネットとなり、フィナーレの部分を深夜に録画放送するなどの対応を取っていた。
2007年度以降は土曜21・22時台が日本テレビ系列の同時ネットに変更されたことで土曜日・日曜日のプライムタイム全体及び朝と深夜のニュース枠がNNN/NNS編成となり、打ち切りとなった。現在は本番組放送日の日テレ同時ネット編成でない時間は自主編成または番組の時差放送を行っている。通常FNNから配信される昼（『FNN Live News days』）と夕方のニュース（『FNN Live News イット!』）のネット受けはせず、昼のニュース枠は休止、夕方枠は自社制作ローカルニュース『TOSニュース』で対応している。また、『サザエさん』は定刻の日曜18時30分 - 19時に放送している。

かつてのクロスネット系列局の対応
- テレビ熊本（1987 - 1989年 クロスネット相手はANN系列(熊本朝日放送開局まで)）
  - クロスネット当時、日曜日の昼は『ANNニュースライナー』をネットしていなかったため、開始当初から一貫して全編ネットとなっている。

- テレビ長崎（1987 - 1990年 クロスネット相手はNNN系列(長崎国際テレビ開局まで)）
  - クロスネット当時から、土曜19時以降はFNN・FNS編成が組まれているため、開始当初から当番組を放送。ただし、クロスネット時代は、土曜深夜の『NNNきょうの出来事』・日曜朝の『NNN朝のニュース』・日曜昼の『NNN昼のニュース』の放送時間帯はその度に中断していた。また、クロスネット当時の日曜19時 - 22時30分はNNN編成だが、当番組の放送を優先していた。

- 鹿児島テレビ（1988年・1990年 - 1993年 クロスネット相手はNNN/NNS系列(鹿児島読売テレビ開局まで)）
  - 1987年と1989年は編成上の都合により、ネットなし。
  - テレビ長崎同様、クロスネット当時は土曜深夜の『NNNきょうの出来事』・日曜朝の『NNN朝のニュース』・日曜昼の『NNN昼のニュース』の放送時間帯は中断していたが、それ以外は同時放送。クロスネット当時の土曜・日曜の19 - 21時と土曜の23時台前半はNNN・NNS編成だが、当番組の放送を優先していた（1992年は通常の日テレ系19・20時台番組を完全に休止し、19時からスタート）。
  - クロスネット当時、『サザエさん』は南日本放送（TBS系）で放送されていたが、『FNSの日』に該当する日曜日のみ、KTSでの放送が行われていた。

- テレビ山口（1987年9月まで クロスネット相手はJNN系列）
  - 第1回放送直前の1987年3月にフジテレビからFNN加盟かFNS離脱のいずれかを迫る申し入れがあり、後者に決定したため当初から制作に一切関与しておらず、離脱前の第1回も一切放送していない（テレビ山口#フジテレビ系列離脱参照）。

### 以前の参加局
| 放送対象地域 | 放送局            | 現在の系列                    | 参加期間                            |
| ------------ | ----------------- | ----------------------------- | ----------------------------------- |
| 山形県       | 山形テレビ（YTS） | テレビ朝日系列                | 第1回（1987年） - 第6回（1992年）   |
| 大分県       | テレビ大分（TOS） | 日本テレビ系列 フジテレビ系列 | 第16回（2002年） - 第20回（2006年） |

## 各年度の放送
各年度ごとの詳細について、
- 1987年（第1回） - 1991年（第5回）、1995年・1996年（第9回・第10回）は『FNSスーパースペシャル1億人のテレビ夢列島』を参照。
- 1992年（第6回） - 1994年（第8回）は『平成教育テレビ』を参照。
- 1997年（第11回） - 2003年（第17回）は『1997年 - 2003年』を参照。
- 2004年（第18回）以降は以下を参照。
  - 2004年・2005年・2006年・2007年・2008年・2009年・2010年・2011年・2012年・2013年・2014年・2015年・2016年・2017年・2018年・2019年・2023年・2024年

### 放送の概要
- 視聴率はビデオリサーチ調べ、関東地区・世帯・リアルタイム（赤字が最高、青字が最低）。

| 回 | 放送日               | 放送タイトル | ベース番組 | メインテーマ | 総合司会 | 進行&通し出演者 | インフォメ担当 | テーマソング | 平均 視聴率 |
| -- | -------------------- | --- | --- | --- | --- | --- | --- | --- | --- |
| 1  | 1987年 7月18日・19日 | FNSスーパースペシャル 一億人のテレビ夢列島                                                                            | 無し | 夢家族 | タモリ 明石家さんま | 不在 | 長野智子（当時フジテレビ） | 『夢のクレッセントムーン』 松田聖子                                                                                   | 19.9% |
| 2  | 1988年 7月16日・17日 | FNSスーパースペシャル 1億人のテレビ夢列島'88                                                                          | 無し | 結ぶ | タモリ 笑福亭鶴瓶 | 露木茂（当時フジテレビ） | 不在 | 『プロローグ』 服部克久                                                                                               | 14.0% |
| 3  | 1989年 7月15日・16日 | FNSスーパースペシャル 一億人のテレビ夢列島'89                                                                         | 無し | クイズ | タモリ 明石家さんま | 長野智子（当時フジテレビ） | 八木亜希子（当時フジテレビ） | 『プロローグ』 服部克久                                                                                               | 14.7% |
| 4  | 1990年 7月21日・22日 | FNSスーパースペシャル 一億人のテレビ夢列島'90                                                                         | 無し | おたく | 須田哲夫（当時フジテレビ） 河野景子（当時フジテレビ） | 不在 | 阿部知代（当時フジテレビ） 境鶴丸（当時フジテレビ）                                                                                                | 『プロローグ』 服部克久                                                                                               | 11.7% |
| 5  | 1991年 7月20日・21日 | FNSスーパースペシャル 1億2,000万人のテレビ夢列島'91 24時間ぶっ闘志                                                    | クイズ年の差なんて | 戦い | 桂三枝（現・六代 桂文枝） 有賀さつき（当時フジテレビ） 八木亜希子（当時フジテレビ）                                                                               | 不在 | 不在 | | 11.7% |
| 6  | 1992年 7月18日・19日 | FNSの日 1億2,000万人の平成教育テレビ                                                                                  | たけし・逸見の平成教育委員会                                                                                          | 平成教育委員会 | 北野武（ビートたけし） 逸見政孝 | 平成教育委員会生徒 | 不在 | 『卒業』 服部克久 | 19.0% |
| 7  | 1993年 7月24日・25日 | FNS大サービスバラエティ 1億2,450万人の平成教育テレビ                                                                  | たけし・逸見の平成教育委員会                                                                                          | 平成教育委員会 | 北野武（ビートたけし） 逸見政孝 | 平成教育委員会生徒 | 福井謙二（当時フジテレビ） 八木亜希子（当時フジテレビ）                                                                                            | 『卒業』 服部克久 | 17.9% |
| 8  | 1994年 7月23日・24日 | FNS総力スペシャル 1億2500万人の平成夏休みバラエティー                                                                 | たけし・逸見の平成教育委員会                                                                                          | 夏休みバラエティー | 北野武（ビートたけし） | 明石家さんま 所ジョージ ヒロミ 中井美穂（当時フジテレビ） | 笠井信輔（当時フジテレビ） 小島奈津子（当時フジテレビ）                                                                                            | 『東京音頭』 | 13.8% |
| 9  | 1995年 7月15日・16日 | FNSの日1億2500万人の超夢列島 そのうちなんとか23時間                                                                   | 無し | そのうちなんとか23時間                                                                                                | 北野武（ビートたけし） | 明石家さんま 所ジョージ 笑福亭鶴瓶 ヒロミ 今田耕司 東野幸治 | 福井謙二（当時フジテレビ） 中村江里子（当時フジテレビ）                                                                                            | | 15.1% |
| 10 | 1996年 7月13日・14日 | FNSの日十周年記念 1億2500万人の超夢リンピック                                                                         | 明石家さんまのスポーツするぞ!大放送                                                                                   | スポーツ | 北野武（ビートたけし） | 明石家さんま 笑福亭鶴瓶 所ジョージ 田代まさし 【番組パーソナリティ】SMAP | F・MAP福井謙二（当時フジテレビ） 三宅正治（フジテレビ） 青嶋達也（フジテレビ）西山喜久恵（フジテレビ）                                             | | 14.4% |
| 11 | 1997年 7月26日・27日 | 疾風怒涛!FNSの日スーパースペシャルXI 真夏の27時間ぶっ通しカーニバル 〜REBORN〜                                        | HEY!HEY!HEY! MUSIC CHAMP                                                                                              | REBORN | ダウンタウン （浜田雅功・松本人志） | 篠原ともえ 川端健嗣（当時フジテレビ） （27日のみ） | 牧原俊幸（当時フジテレビ） 佐藤里佳（フジテレビ）                                                                                                  | 『灼熱の恋』 林原めぐみ                                                                                               | 11.6% |
| 12 | 1998年 7月18日・19日 | '98FNS1億2700万人の 27時間テレビ夢列島 てれずにいいこと、てれずに楽しく                                               | 中居正広のボクらはみんな生きている                                                                                    | 全国いい事しよう宣言                                                                                                  | 中居正広（SMAP） | 西山喜久恵（フジテレビ） | 木佐彩子（当時フジテレビ） 佐野瑞樹（フジテレビ）                                                                                                  | 『たいせつ』 SMAP | 12.1% |
| 13 | 1999年 7月17日・18日 | '99FNS1億2700万人の 27時間テレビ夢列島 てれずに楽しく、てれずに愛して                                                 | サタ☆スマ | 愛&リベンジ | 中居正広（SMAP） | 西山喜久恵（フジテレビ） | 木佐彩子（当時フジテレビ） | 『Fly』 SMAP | 13.3% |
| 14 | 2000年 7月8日・9日   | 2000FNS1億2700万人の 27時間テレビ夢列島 家族 愛 Love You                                                              | サタ☆スマ | 家族 愛 Love You | 中居正広（SMAP） | 西山喜久恵（フジテレビ） | 佐野瑞樹（フジテレビ） 大橋マキ（当時フジテレビ）                                                                                                  | 『アトムの子』 山下達郎                                                                                               | 13.9% |
| 15 | 2001年 7月21日・22日 | FNS ALLSTARS 27時間笑いの夢列島                                                                                       | 無し | 希望 | 不在 | ネプチューン（名倉潤・原田泰造・堀内健） キャイ〜ン（天野ひろゆき・ウド鈴木） ココリコ（遠藤章造・田中直樹） ユースケ・サンタマリア 西山喜久恵（フジテレビ） 木佐彩子（当時フジテレビ） 小島奈津子（当時フジテレビ） | 不在 | 『希望の轍』 サザンオールスターズ                                                                                     | 11.4% |
| 16 | 2002年 7月6日・7日   | FNS27時間テレビ みんなのうた 〜あの素晴らしい日本をもう一度〜                                                         | 無し | あの素晴らしい日本をもう一度                                                                                          | みのもんた | 西山喜久恵（フジテレビ） 内田恭子（当時フジテレビ） | 高島彩（当時フジテレビ） | 『あの素晴しい愛をもう一度』 加藤和彦と北山修                                                                         | 11.6% |
| 17 | 2003年 6月28日・29日 | FNS27時間テレビ みんなのうた                                                                                          | 無し | 再会 | みのもんた | 【番組パーソナリティ】モーニング娘。 西山喜久恵（フジテレビ） 高島彩（当時フジテレビ） | 不在 | 『あの素晴しい愛をもう一度』 加藤和彦と北山修                                                                         | 10.3% |
| 18 | 2004年 7月24日・25日 | FNS27時間テレビ めちゃ²オキてるッ! 楽しくなければテレビじゃないじゃ〜ん!!                                             | めちゃ²イケてるッ! | 楽しくなければテレビじゃないじゃ〜ん!!                                                                                | <one hundred> ナインティナイン（岡村隆史・矢部浩之） 中居正広（SMAP）                                                                                             | めちゃイケメンバー 西山喜久恵（フジテレビ） 佐野瑞樹（フジテレビ） | 不在 | 『君の瞳に恋してる』 ボーイズ・タウン・ギャング                                                                       | 16.9% |
| 19 | 2005年 7月23日・24日 | FNS ALLSTARS あっつい25時間テレビ やっぱ楽しくなければテレビじゃないもん!                                             | 無し | やっぱ楽しくなければテレビじゃないもん!                                                                               | 笑福亭鶴瓶 | 西山喜久恵（フジテレビ） 高島彩（当時フジテレビ） 青木さやか | 不在 | 『A列車で行こう』 ビリー・ストレイホーン                                                                              | 13.0% |
| 20 | 2006年 7月15日・16日 | FNS26時間テレビ 国民的なおもしろさ! 史上最大!!真夏のクイズ祭り 26時間ぶっ通しスペシャル                               | 無し | クイズ | 中居正広（SMAP） | 高島彩（当時フジテレビ） | 渡辺和洋（フジテレビ） 平井理央（当時フジテレビ）                                                                                                  | 『Dear WOMAN』 SMAP                                                                                                   | 12.6% |
| 21 | 2007年 7月28日・29日 | FNS27時間テレビ みんな なまか だっ! ウッキー!ハッピー!西遊記!                                                         | 西遊記 | なまか | 孫悟空 （SMAP・香取慎吾） | 西遊記ご一行 高島彩（当時フジテレビ） | 渡辺和洋（フジテレビ） 田中大貴（当時フジテレビ）                                                                                                  | 『Around The World』 MONKEY MAJIK                                                                                     | 12.4% |
| 22 | 2008年 7月26日・27日 | FNS27時間テレビ!! みんな笑顔のひょうきん夢列島!!                                                                      | オレたちひょうきん族                                                                                                  | 笑顔 | 明石家さんま | 27時間テレビ向上委員会会員 高島彩（当時フジテレビ） 中野美奈子（当時フジテレビ） | 不在 | 『笑顔のまんま』 BEGIN with アホナスターズ                                                                            | 13.8% |
| 23 | 2009年 7月25日・26日 | FNSの日26時間テレビ2009 超笑顔パレード 爆笑!お台場合宿!!                                                              | クイズ!ヘキサゴンII                                                                                                   | 笑顔と感動 | 島田紳助 | ヘキサゴンファミリー 中村仁美（当時フジテレビ） | 加藤綾子（当時フジテレビ） 椿原慶子（フジテレビ）                                                                                                  | 『泣いてもいいですか』 フレンズ                                                                                       | 13.8% |
| 24 | 2010年 7月24日・25日 | FNSの日26時間テレビ2010 超笑顔パレード 絆 爆笑!お台場合宿!!                                                           | クイズ!ヘキサゴンII                                                                                                   | 絆 〜超!笑顔と感動〜                                                                                                  | 島田紳助 | ヘキサゴンファミリー 中村仁美（当時フジテレビ） | 加藤綾子（当時フジテレビ） 松村未央（フジテレビ）                                                                                                  | 『僕らには翼がある〜大空へ〜』 ツバサ                                                                                 | 12.6% |
| 25 | 2011年 7月23日・24日 | FNS27時間テレビ めちゃ²デジッてるッ! 笑顔になれなきゃテレビじゃないじゃ〜ん!!                                         | めちゃ²イケてるッ! | 笑顔になれなきゃテレビじゃないじゃ〜ん!!                                                                              | <one hundred> ナインティナイン（岡村隆史・矢部浩之） 中居正広（SMAP）                                                                                             | めちゃイケメンバー 西山喜久恵（フジテレビ） | めちゃデジ・スマイルズ生野陽子（フジテレビ） 加藤綾子（当時フジテレビ） 松村未央（フジテレビ） 山﨑夕貴（フジテレビ） マツコ・デラックス           | 『ラッキー・ラヴ』 カイリー・ミノーグ                                                                                 | 14.0% |
| 26 | 2012年 7月21日・22日 | FNS27時間テレビ 笑っていいとも! 真夏の超団結特大号!! 徹夜でがんばっちゃってもいいかな?                                | 森田一義アワー笑っていいとも!                                                                                         | 団結 | 森田一義（タモリ） | いいとも!レギュラー 生野陽子（フジテレビ） 加藤綾子（当時フジテレビ） | テレフォンアナウンサー倉田大誠（フジテレビ） 本田朋子（当時フジテレビ） 三田友梨佳（当時フジテレビ） 竹内友佳（フジテレビ） 生田竜聖（フジテレビ） | 『トゥゲザー・フォーエヴァー』 A Kay BJ                                                                               | 14.1% |
| 27 | 2013年 8月3日・4日   | FNS27時間テレビ 女子力全開2013 乙女の笑顔が明日をつくる!!                                                             | 10匹のコブタちゃん | 女子力全開 | <女芸人イレブン> オアシズ（光浦靖子・大久保佳代子） 森三中（大島美幸・村上知子・黒沢かずこ） 椿鬼奴 友近 ハリセンボン（近藤春菜・箕輪はるか） 柳原可奈子 渡辺直美 | 【相談役】マツコ・デラックス 生野陽子（フジテレビ） 加藤綾子（当時フジテレビ） | 榎並大二郎（フジテレビ） | 『Smile』 岡本真夜 | 9.8% |
| 28 | 2014年 7月26日・27日 | 武器はテレビ。 SMAP×FNS 27時間テレビ                                                                                  | SMAP×SMAP | 武器はテレビ。 | SMAP （中居正広・木村拓哉・稲垣吾郎・草彅剛・香取慎吾） | 佐野瑞樹（フジテレビ） 榎並大二郎（フジテレビ） 加藤綾子（当時フジテレビ） | 山崎弘也（アンタッチャブル） 劇団ひとり | 『Top Of The World』 SMAP                                                                                             | 13.1% |
| 29 | 2015年 7月25日・26日 | FNS27時間テレビ めちゃ²ピンチってるッ! 1億2500万人の 本気になれなきゃテレビじゃないじゃ〜ん!!                         | めちゃ²イケてるッ! | 本気になれなきゃテレビじゃないじゃ〜ん!!                                                                              | <one hundred> ナインティナイン（岡村隆史・矢部浩之） 中居正広（SMAP）                                                                                             | めちゃイケメンバー 佐野瑞樹（フジテレビ） | 永島優美（フジテレビ） | 『歩いて帰ろう』 斉藤和義                                                                                             | 10.4% |
| 30 | 2016年 7月23日・24日 | FNS27時間テレビフェスティバル!                                                                                        | 痛快TV スカッとジャパン                                                                                               | フェス | 【MCリレー】 | 【27時間フェス実行委員会】陣内智則 山崎弘也（アンタッチャブル） オードリー（若林正恭・春日俊彰） ピース（綾部祐二・又吉直樹） 伊野尾慧（Hey!Say!JUMP） 指原莉乃（HKT48）                                             | 佐野瑞樹（フジテレビ） 永島優美（フジテレビ） 宮司愛海（フジテレビ）                                                                               | 『強い気持ち・強い愛』 小沢健二                                                                                       | 7.7% |
| 31 | 2017年 9月9日・10日  | FNS27時間テレビ にほんのれきし                                                                                        | 無し | にほんのれきし | ビートたけし 【キャプテン】村上信五（関ジャニ∞） | 【れきしサポーター】林修 【館長】バカリズム 【タビビト】波瑠 | 山﨑夕貴（フジテレビ） | 『今』 関ジャニ∞ | 8.5% |
| 32 | 2018年 9月8日・9日   | FNS27時間テレビ にほん人は何を食べてきたのか？                                                                        | 無し | にほん人は何を食べてきたのか?                                                                                         | ビートたけし 【キャプテン】村上信五（関ジャニ∞） | 【食のれきしサポーター】林修 【食堂長】バカリズム 【タビビト】上戸彩 | 山﨑夕貴（フジテレビ） | 『今』 関ジャニ∞ | 7.3% |
| 33 | 2019年 11月2日・3日  | FNS27時間テレビ にほんのスポーツは強いっ!                                                                             | 無し | にほんのスポーツは強いっ!                                                                                             | ビートたけし 【キャプテン】村上信五（関ジャニ∞） | 【マネージャー】松岡茉優 永島優美（フジテレビ） | 不在 | 『歓喜の舞台』 関ジャニ∞                                                                                              | 5.8% |
| 34 | 2020年               | 新型コロナウイルス対策で放送中止。                                                                                    | 新型コロナウイルス対策で放送中止。                                                                                    | 新型コロナウイルス対策で放送中止。                                                                                    | 新型コロナウイルス対策で放送中止。 | 新型コロナウイルス対策で放送中止。 | 新型コロナウイルス対策で放送中止。 | 新型コロナウイルス対策で放送中止。                                                                                    | 新型コロナウイルス対策で放送中止。                                                                                    |
| 35 | 2021年               | 新型コロナウイルス対策で放送中止。代替番組として『FNSラフ&ミュージック〜歌と笑いの祭典〜』が8月28日・29日に放送。     | 新型コロナウイルス対策で放送中止。代替番組として『FNSラフ&ミュージック〜歌と笑いの祭典〜』が8月28日・29日に放送。     | 新型コロナウイルス対策で放送中止。代替番組として『FNSラフ&ミュージック〜歌と笑いの祭典〜』が8月28日・29日に放送。     | 新型コロナウイルス対策で放送中止。代替番組として『FNSラフ&ミュージック〜歌と笑いの祭典〜』が8月28日・29日に放送。                                                 | 新型コロナウイルス対策で放送中止。代替番組として『FNSラフ&ミュージック〜歌と笑いの祭典〜』が8月28日・29日に放送。 | 新型コロナウイルス対策で放送中止。代替番組として『FNSラフ&ミュージック〜歌と笑いの祭典〜』が8月28日・29日に放送。                                  | 新型コロナウイルス対策で放送中止。代替番組として『FNSラフ&ミュージック〜歌と笑いの祭典〜』が8月28日・29日に放送。     | 新型コロナウイルス対策で放送中止。代替番組として『FNSラフ&ミュージック〜歌と笑いの祭典〜』が8月28日・29日に放送。     |
| 36 | 2022年               | 新型コロナウイルス対策で放送中止。代替番組として『FNSラフ&ミュージック2022〜歌と笑いの祭典〜』が9月10日・11日に放送。 | 新型コロナウイルス対策で放送中止。代替番組として『FNSラフ&ミュージック2022〜歌と笑いの祭典〜』が9月10日・11日に放送。 | 新型コロナウイルス対策で放送中止。代替番組として『FNSラフ&ミュージック2022〜歌と笑いの祭典〜』が9月10日・11日に放送。 | 新型コロナウイルス対策で放送中止。代替番組として『FNSラフ&ミュージック2022〜歌と笑いの祭典〜』が9月10日・11日に放送。                                             | 新型コロナウイルス対策で放送中止。代替番組として『FNSラフ&ミュージック2022〜歌と笑いの祭典〜』が9月10日・11日に放送。                                                                                                | 新型コロナウイルス対策で放送中止。代替番組として『FNSラフ&ミュージック2022〜歌と笑いの祭典〜』が9月10日・11日に放送。                              | 新型コロナウイルス対策で放送中止。代替番組として『FNSラフ&ミュージック2022〜歌と笑いの祭典〜』が9月10日・11日に放送。 | 新型コロナウイルス対策で放送中止。代替番組として『FNSラフ&ミュージック2022〜歌と笑いの祭典〜』が9月10日・11日に放送。 |
| 37 | 2023年 7月22日・23日 | FNS27時間テレビ 鬼笑い祭                                                                                              | 千鳥の鬼レンチャン | 楽しいを塗りかえろ!                                                                                                   | 千鳥 （大悟・ノブ） かまいたち（山内健司・濱家隆一） ダイアン（津田篤宏・ユースケ）                                                                               | 永島優美（フジテレビ） 井上清華（フジテレビ） 秋山竜次（ロバート） | 永島優美（フジテレビ） 井上清華（フジテレビ） | 『HIGH PRESSURE』 T.M.Revolution                                                                                      | 6.5% |
| 38 | 2024年 7月20日・21日 | FNS27時間テレビ 日本一たのしい学園祭!                                                                                 | 新しいカギ | 日本一たのしい学園祭                                                                                                  | 霜降り明星（せいや・粗品） チョコレートプラネット（松尾駿・長田庄平） ハナコ（岡部大・秋山寛貴・菊田竜大）                                                        | 井上清華（フジテレビ） 小室瑛莉子（フジテレビ） | 井上清華（フジテレビ） 小室瑛莉子（フジテレビ） | 『MONSTER DANCE』 KEYTALK                                                                                             | 6.1% |
| 39 | 2025年               | 中居正広問題の影響で放送中止。代替番組として『青春の日』が7月26日に放送。                                             | 中居正広問題の影響で放送中止。代替番組として『青春の日』が7月26日に放送。                                             | 中居正広問題の影響で放送中止。代替番組として『青春の日』が7月26日に放送。                                             | 中居正広問題の影響で放送中止。代替番組として『青春の日』が7月26日に放送。                                                                                         | 中居正広問題の影響で放送中止。代替番組として『青春の日』が7月26日に放送。 | 中居正広問題の影響で放送中止。代替番組として『青春の日』が7月26日に放送。                                                                          | 中居正広問題の影響で放送中止。代替番組として『青春の日』が7月26日に放送。                                             | 中居正広問題の影響で放送中止。代替番組として『青春の日』が7月26日に放送。                                             |

- 1 「インフォメ担当」は「インフォメーションコーナー担当」の略。
- 2 1995年はバイク事故から復帰したたけしをさんま等6名がサポートした。
- 3 1996年はたけしが「大会委員長」、たけしのサポート役でさんま等4名が「大会委員」を名乗った。
- 4 2005年の青木、2011年のマツコはこの番組限定で「フジテレビアナウンサー」を名乗った。
- 5 （フジテレビ）はその人物がフジテレビアナウンサーであることを示す。
- 6 インフォメ担当が不在の回は、主に通し出演者（フジテレビアナウンサーが主）がインフォメを兼任する。
- 7 出演者の所属グループは放送当時のもの。
- 8 回数は中断期間を含めた総回数とする。

### FNS各局対抗企画
優勝局で（）となっているものは、局代表以外が優勝したことを示している。
| 回 | 年     | 各局対抗企画                                                                  | 放送日         | 優勝局                                                   | 戦績                                                           |
| -- | ------ | ----------------------------------------------------------------------------- | -------------- | -------------------------------------------------------- | -------------------------------------------------------------- |
| 1  | 1987年 | 無開催                                                                        | 無開催         | 無開催                                                   | 無開催                                                         |
| 2  | 1988年 | 無開催                                                                        | 無開催         | 無開催                                                   | 無開催                                                         |
| 3  | 1989年 | FNS各局対抗クイズ （試験大会として扱われた）                                  | 7月 15日・16日 | 新潟総合テレビ                                           | 初優勝                                                         |
| 4  | 1990年 | 全国美人妻コンテスト                                                          | 7月22日未明    | テレビ静岡                                               | 初優勝                                                         |
| 5  | 1991年 | 戦う!ビデオ大賞                                                               | 7月21日        | 岡山放送                                                 | 初優勝                                                         |
| 6  | 1992年 | 全国一斉模擬試験                                                              | 7月 18日・19日 | 関西テレビ                                               | 初優勝                                                         |
| 7  | 1993年 | 全国一斉模擬試験                                                              | 7月 24日・25日 | 秋田テレビ                                               | 初優勝                                                         |
| 8  | 1994年 | FNS各局対抗クイズ                                                             | 7月 23日・24日 | 秋田テレビ                                               | 2年連続2回目 史上初の連覇達成                                  |
| 9  | 1995年 | FNS25局総合優勝局決定戦                                                       | 7月 15日・16日 | サガテレビ                                               | 初優勝                                                         |
| 10 | 1996年 | 全国フリースロー選手権大会 （完全トーナメント決戦）                           | 7月14日        | 鹿児島テレビ                                             | 初優勝                                                         |
| 11 | 1997年 | 全国フリースロー選手権大会 （完全トーナメント決戦）                           | 7月27日        | 福島テレビ                                               | 初優勝                                                         |
| 12 | 1998年 | FNS空き缶アートフェスティバル                                                 | 7月19日        | テレビ愛媛                                               | 初優勝                                                         |
| 13 | 1999年 | スーパーバスケ'99                                                             | 7月 17日・18日 | サガテレビ                                               | 4年ぶり2回目                                                   |
| 14 | 2000年 | 7人兄弟スーパーバスケ                                                         | 7月 8日・9日   | サガテレビ                                               | 2年連続3回目 史上2局目の連覇達成                               |
| 14 | 2000年 | ボク生き境界線（史上初の選抜大会）                                            | 7月9日         | 鹿児島テレビ                                             | 3年ぶり2回目                                                   |
| 15 | 2001年 | FNS最強キャラクター大相撲                                                     | 7月22日        | テレビ愛媛                                               | 3年ぶり2回目                                                   |
| 16 | 2002年 | みんなでハモネプ全国大会                                                      | 7月7日         | 新潟総合テレビ                                           | 13年ぶり2回目                                                  |
| 17 | 2003年 | FNS27局対抗!家族そろって歌合戦                                                | 6月29日        | テレビ新広島                                             | 初優勝                                                         |
| 18 | 2004年 | FNS全国一斉期末テスト                                                         | 7月25日        | 高知さんさんテレビ                                       | 初優勝                                                         |
| 19 | 2005年 | FNSあっついテレビ局決定戦                                                     | 7月24日        | テレビ宮崎                                               | 初優勝                                                         |
| 20 | 2006年 | FNS28局 お国自慢 史上最大の本物はどれだ!                                      | 7月16日        | 秋田テレビ                                               | 12年ぶり3回目                                                  |
| 21 | 2007年 | 目指せストライク!TEN竺ボウリング                                              | 7月29日        | 東海テレビ                                               | 初優勝                                                         |
| 22 | 2008年 | 爆笑列島カーペット                                                            | 7月27日        | 関西テレビ                                               | 16年ぶり2回目                                                  |
| 23 | 2009年 | FNS27局対抗!三輪車12時間耐久レース2009 （ワールド・トライシクル・クラシック） | 7月26日        | 仙台放送                                                 | 初優勝                                                         |
| 24 | 2010年 | 三輪車12時間耐久レースO−1グランプリ                                           | 7月25日        | （ヘキサゴンチーム）                                     | 史上初の優勝局なし                                             |
| 25 | 2011年 | FNS歌へた自慢 （全国歌へた王座決定戦）                                        | 7月24日        | 東海テレビ                                               | 4年ぶり2回目                                                   |
| 26 | 2012年 | FNSアナウンサーがんばった歌謡大賞 （全国歌うま王座決定戦）                    | 7月22日        | 福島テレビ                                               | 15年ぶり2回目                                                  |
| 27 | 2013年 | ミスターFNSコンテスト おまえらを惚れさせてやるグランプリ!                     | 8月4日         | テレビ新広島                                             | 10年ぶり2回目                                                  |
| 28 | 2014年 | FNS系列27局Presents SMAPよりアイドルな!?ご当地SMAP選手権大会                  | 7月27日        | 岡山放送                                                 | 23年ぶり2回目                                                  |
| 29 | 2015年 | FNSちびっこホンキーダンス選手権                                               | 7月26日        | フジテレビ                                               | 初優勝                                                         |
| 30 | 2016年 | FNS高校生スーパーダンク選手権                                                 | 7月24日        | テレビ長崎                                               | 初優勝                                                         |
| 30 | 2016年 | FNS全国そっくりキャラ選手権                                                   | 7月24日        | テレビ静岡                                               | 26年ぶり2回目                                                  |
| 31 | 2017年 | れきし自慢!大賞                                                               | 9月9日         | 《あの偉人の意外ですね部門》 関西テレビ                  | 9年ぶり3回目                                                   |
| 31 | 2017年 | れきし自慢!大賞                                                               | 9月9日         | 《実は日本初なんですね部門》 テレビ愛媛                  | 16年ぶり2回目                                                  |
| 31 | 2017年 | れきし自慢!大賞                                                               | 9月10日        | 《これぞお宝ですね部門》 岩手めんこいテレビ              | 初優勝                                                         |
| 31 | 2017年 | れきし自慢!大賞                                                               | 9月10日        | 《これはイケメン&美女ですね部門》 高知さんさんテレビ     | 13年ぶり2回目                                                  |
| 31 | 2017年 | れきし自慢!大賞                                                               | 9月10日        | 《こんな偉人がいたんですね部門》 福井テレビ              | 初優勝                                                         |
| 32 | 2018年 | FNS対抗!メシの祭典                                                            | 9月8日         | 《食の発祥宣言部門》 福島テレビ                          | 6年ぶり3回目                                                   |
| 32 | 2018年 | FNS対抗!メシの祭典                                                            | 9月8日         | 《あの大スターが愛したメシ部門》 関西テレビ              | 2年連続4回目 史上3局目の連覇達成                               |
| 32 | 2018年 | FNS対抗!メシの祭典                                                            | 9月8日・9日    | 《あっぱれ!殿への献上メシ部門》 秋田テレビ               | 12年ぶり4回目                                                  |
| 32 | 2018年 | FNS対抗!メシの祭典                                                            | 9月9日         | 《日本一のバカヤロウめし部門》 サガテレビ                | 18年ぶり4回目                                                  |
| 32 | 2018年 | FNS対抗!メシの祭典                                                            | 9月9日         | 《愛され続ける名店部門》 仙台放送                        | 9年ぶり2回目                                                   |
| 33 | 2019年 | FNS系列局対抗 もう二度と見られない!? 全国スポーツ秘蔵映像は強いっ!GP          | 11月3日        | テレビ新広島 テレビ西日本 ※2局同時優勝                   | <テレビ新広島> 6年ぶり3回目<テレビ西日本> 初優勝               |
| 37 | 2023年 | FNS逃走中                                                                     | 7月23日        | テレビ新広島（槙野智章） （ノブ〈千鳥〉） ※2名が逃走成功 | 2年連続4回目 史上4局目の連覇達成                               |
| 38 | 2024年 | FNS逃走中                                                                     | 7月21日        | ※逃走成功者なし                                          | 優勝自体がなかったのは、史上初 優勝局がないのは、14年ぶり2回目 |

2017年・2018年の収録放送に移行の際は、5つの部門に分けてそれぞれで優勝を決定する方式となっており、部門優勝した5局での決選投票などは行わなかった。そのため、1回の放送で5局の優勝受賞局が発生することになった。
2024年現在の最高優勝回数は、いずれも4回優勝の秋田テレビ、関西テレビ、テレビ新広島、サガテレビの4局。次いで3回優勝の福島テレビ、テレビ愛媛の2局。一方優勝が一度もないのは、北海道文化放送、さくらんぼテレビ（第11回放送の、1997年開局）、長野放送、富山テレビ、石川テレビ、さんいん中央テレビ、テレビくまもと、沖縄テレビの8局（一部年を除き放送および番組参加がないテレビ大分を除く）。
連覇達成したのは以下の4局。
- 秋田テレビ（1993年 - 1994年）→史上初の連覇達成。いずれもクイズ企画による連覇。
- サガテレビ（1999年 - 2000年）→いずれもバスケットボール企画による連覇。
- 関西テレビ（2017年 - 2018年）→いずれも収録放送での、地域自慢による連覇（このときはいずれも、5局が優勝対象）。
- テレビ新広島（2019年・2023年）→2020年 - 2022年の中断期間を挟んでの連覇達成。2019年はスポーツ秘蔵映像、2023年は逃走中のため、異なるジャンルで連覇達成した。

## 複数年行われた企画
- 全国○×王座決定戦（1993 - 1996）

『たけし・逸見の平成教育委員会』で行っていた小テストから派生したコーナー。
一般常識などの○×クイズに全ネット局（当時は25局）の中継地点に集められた20人・計500人が参加し、クイズに○か×かのプレートをあげて回答する。TBS『オールスター感謝祭』の要領で、その問題が不正解となった者は次からの解答権を失うサバイバル方式で、一局の全20人が解答権を失った段階でその局は「全滅」となり、24局が全滅し最後まで残った局の1人が「○×王」（優勝者）となる。
最後の2年間はテーマとなるジャンルを限定して行った（1995年は「全国温泉○×王座決定戦」、1996年は「全国スポーツ○×王座決定戦」）。司会進行はラサール石井。
1994年12月17日には独立した特別番組としても放送された（こちらを参照）。
- 全国フリースロー選手権（1995 - 1997）

もともとは明石家さんまのスポーツするぞ!大放送のコーナー「オールスターフリースロー選手権」。
- 三輪車12時間耐久レース（2009 - 2010）

内容はそれぞれの回の項目を参照のこと。
- お笑いBIG3トークコーナー（1987・1989 - 1996・2012）
- さんま・中居の今夜も眠れない→明石家さんまのラブメイト10（2000 - 2016・2019・2023 ）
- 裏番組との同時中継（2004・2005・2006・2023）

2004年の『FNS27時間テレビめちゃ²オキてるッ!楽しくなければテレビじゃないじゃ〜ん!!』（総合司会はナインティナイン・中居正広（当時SMAP））では総合司会の中居と同じSMAPのメンバーだった香取慎吾が司会の『SmaSTATION-3 』（テレビ朝日、中居を除くSMAPが出演）とコラボ。2005年の『FNS ALLSTARS あっつい25時間テレビ やっぱ楽しくなければテレビじゃないもん!』（総合司会は笑福亭鶴瓶）では『アッコにおまかせ!』（TBS、総合司会の笑福亭鶴瓶がスタジオに乱入）とコラボ。2006年の『FNS26時間テレビ 国民的なおもしろさ!史上最大!!真夏のクイズ祭り 26時間ぶっ通しスペシャル』（総合司会は中居正広（当時SMAP））では2004年と同じく『SmaSTATION-5』（テレビ朝日、SMAP草彅剛がゲスト出演）とコラボ（ただし、前回とは違い映像での中継は無く生電話のみ）。2023年の『FNS27時間テレビ 鬼笑い祭』（総合司会は千鳥・かまいたち・ダイアン）では『Venue101』（NHK総合、かまいたち濱家隆一がMC）とのコラボ。
- ノンストップ企画（2014・2015・2023）

1回目は2014年の『武器はテレビ。SMAP×FNS 27時間テレビ』で怒涛の超豪華27曲45分3秒! SMAPノンストップLIVE!!! SUPER MEMORIAL ADRENALIN PARTYとして開催。2回目は2015年の『FNS27時間テレビめちゃ²ピンチってるッ!1億2500万人の本気になれなきゃテレビじゃないじゃ〜ん!!』で前年の「SUPER MEMORIAL ADRENALIN PARTY」に総合司会の岡村が挑んだバージョンのテレビのピンチをチャンスに変えるライブとして開催。3回目は2023年の『FNS27時間TV 鬼笑い祭』で総合司会を務めた千鳥、ダイアン、かまいたちがおよそ1時間交代しながら漫才をする耐久フィナーレ漫才として開催。
- 大縄跳び企画（2012・2023）

1回目は2012年の『FNS27時間テレビ笑っていいとも!真夏の超団結特大号!!徹夜でがんばっちゃってもいいかな?』で熱くなっちゃってもいいかな?いいとも!大縄跳びとして開催。2回目は2023年の『FNS27時間TV 鬼笑い祭』でベース番組の『千鳥の鬼レンチャン』で不定期で行われている大縄レンチャンとして開催。
- ダンス企画（2015・2024）

1回目は2015年の『FNS27時間テレビめちゃ²ピンチってるッ!1億2500万人の本気になれなきゃテレビじゃないじゃ〜ん!!』でこの年のFNS系列局対抗企画として開催されたFNSちびっ子ホンキーダンス選手権として開催。2回目は2024年の『FNS27時間テレビ日本一たのしい学園祭!』でカギダンススタジアム〜日本一たのしいダンス決定戦〜として開催。
- 提供読み

1987年の第1回大会から続く伝統行事で、新人研修の一環としてグランドフィナーレでその年の4月にフジテレビに入社した新人アナウンサー全員が分担して「27時間テレビ」に提供もしくは協賛したスポンサー各社名を提供クレジットとともに読み上げている。
但し2023年（第37回）では新人アナウンサーに加え、放送中断期間に入社（2020年〜2022年）をしたアナウンサーを含めた総勢11人で提供読みを行った。
BGMは1996年（第10回記念大会）から一部の年を除き、服部克久の「虹」が使われている。

### マラソン企画
ライバル番組である日本テレビの『24時間テレビ 「愛は地球を救う」』の目玉企画「24時間チャリティーマラソン」に対抗し、2004年の『FNS27時間テレビ めちゃ2オキてるッ! 楽しくなければテレビじゃないじゃ〜ん!!』で加藤浩次が「100キロマラソン」に挑戦して以降、マラソン企画が複数回行われている。
2023年、2024年の「100kmサバイバルマラソン」では、1位になると賞金1000万円が贈呈。
☆印は、マラソン中継内でミニコントが行われていた。

#### 歴代走者
| 回数   | 年     | マラソン企画内容          | 挑戦者 |
| ------ | ------ | ------------------------- | --- |
| 第18回 | 2004年 | 100キロマラソン☆          | 加藤浩次（極楽とんぼ） |
| 第19回 | 2005年 | 人事異動免除マラソン☆     | 山中秀樹 |
| 第20回 | 2006年 | 企画なし                  | 企画なし |
| 第21回 | 2007年 | 企画なし                  | 企画なし |
| 第22回 | 2008年 | さんまお台場マラソン      | 明石家さんま （総合司会） |
| 第23回 | 2009年 | イカダマラソン            | ラクダとカッパ クリス松村・山根良顕（アンガールズ） |
| 第24回 | 2010年 | 24時間駅伝                | つるの剛士 小島よしお 波田陽区 崎本大海 庄司智春（品川庄司） 矢口真里 里田まい 藤本敏史（FUJIWARA） misono 上地雄輔 |
| 第25回 | 2011年 | 100キロマラソン☆          | 矢部浩之（ナインティナイン） |
| 第26回 | 2012年 | 100キロマラソン☆          | 草彅剛（当時SMAP） |
| 第27回 | 2013年 | 企画なし                  | 企画なし |
| 第28回 | 2014年 | 企画なし                  | 企画なし |
| 第29回 | 2015年 | 88キロ（ババア）マラソン☆ | 大久保佳代子（オアシズ） |
| 第30回 | 2016年 | 企画なし                  | 企画なし |
| 第31回 | 2017年 | 企画なし                  | 企画なし |
| 第32回 | 2018年 | 企画なし                  | 企画なし |
| 第33回 | 2019年 | 企画なし                  | 企画なし |
| 第37回 | 2023年 | 100kmサバイバルマラソン   | 井上咲楽 池谷直樹 やまと（コムドット） ゆうた（コムドット） ハリー杉山 山本賢太 みっちー 片岡安祐美 トランプマン ダンテ・カーヴァー たける（東京ホテイソン） ワタリ119 ノッチ（デンジャラス） 太田隆司（いぬ） 大倉士門 波田陽区 団長安田（安田大サーカス） 山本浩司（タイムマシーン3号）                                |
| 第38回 | 2024年 | 100kmサバイバルマラソン   | 青山フォール勝ち（ネルソンズ） いけ（モシモシ） 石橋遼大（四千頭身） 井上咲楽 大倉士門 太田宏介 お見送り芸人しんいち 金田朋子 後上翔太（純烈） 駒野友一 佐野文哉（OWV） 団長安田（安田大サーカス） 塚田僚一（A.B.C-Z） ノッチ（デンジャラス） 藤咲彩音（でんぱ組.inc） 森渉 山本賢太（フジテレビアナウンサー） ワタリ119 |

### スポーツ中継

#### プロ野球中継
オープニングの後に直前まで放送していたプロ野球中継を引き続き放送することが第1回からの恒例となっており、番組の開始が18時台になった1996年 - 2003年は野球中継自体を内包した。2004年以降はプロ野球中継は行われていない。
- オープニングの後プロ野球中継をした年 - 1987年、1988年、1990年、1991年、1994年、1995年
- プロ野球中継を内包した年 - 1996年、2001年、2003年
- 中継予定の試合が中止された年 - 1993年、1997年

#### 競馬中継
FNS系列局では通常、一部の局を除いて日曜日の15時台に競馬中継番組を放送しているが、当番組の放送日はその日に開催される重賞レースのみ実況中継する（1996年から）。当日は通常競馬中継を放送していない地域（サガテレビ・2002年〜2006年までのテレビ大分・2019年までのテレビ宮崎）でも放送する。また、2019年まで代替番組としてBSフジでBSみんなのKEIBAが放送されていた。
通常、フジテレビと東日本北日本の系列局、沖縄テレビでは『みんなのKEIBA』、関西テレビ・東海テレビ・テレビ西日本と西日本の系列局では『KEIBA BEAT』をそれぞれ放送しており、東西で異なるものを放送しているが、この日に限り、フジテレビ制作のものを全国一斉ネットとしているため、「セットは『KEIBA BEAT』、テロップやスタイルは『みんなのKEIBA』」という複雑な構成になることもある。

#### F1中継
F1グランプリの地上波での放送を行っていた2011年まで、日曜早朝にドイツグランプリなどの予選ダイジェストを録画中継で挿入する場合があった。通常予選ダイジェストは決勝と異なり数局でしか放送されていなかったが、この時に限り全国ネットで放送されていた。

### 通常番組からのコーナー
コーナー詳細は各記事を参照。太字はベース番組として参加経験のある番組を示す。
- 笑っていいとも!増刊号（1987年 - 2011年[注 28]）
- 森田一義アワー笑っていいとも!（2012年・2013年）
  - 『笑っていいとも!増刊号』の生放送版。『いいとも!』コーナーの特別企画が行われる。また、全曜日レギュラー陣が集結する。
  - 「テレフォンショッキング」では2004年度はタモリがテレフォンゲストという形で出演した（この時の司会はナインティナインの岡村隆史）。
  - 2008年は総合司会の明石家さんまが、2009年は総合司会の島田紳助が「テレフォンショッキング」のテレフォンゲストとして出演した。
  - 2012年はFNS27時間テレビ 笑っていいとも! 真夏の超団結特大号!! 徹夜でがんばっちゃってもいいかな?として、『笑っていいとも!』自体が番組全体のベース番組であり、随所に『SUPERテレフォンショッキング』が放送された。
  - 2013年は『笑っていいとも!Presents眠気なんて吹っ飛ばせ!チャレンジするなら?今でしょSP』として放送。
  - 『FNSスーパースペシャルテレビ夢列島』（1987年）、『FNSの日 1億2500万人の超夢列島』（1995年）、『FNSの日 十周年記念 1億2500万人の超夢リンピック』（1996年）、『'99FNS1億2700万人の27時間テレビ夢列島 - てれずに楽しく、てれずに愛して』（1999年）は2部制だった。
  - 河田町→お台場で行う回と、通常放送で使用していたスタジオアルタで行った回の両方ともある。
- サザエさん（毎年放送）
  - 初期は通常通りの内容で放送。1998年〜2000年・2004年・2008年以降（2017年は除く）より『FNS27時間テレビ』の特別編として、その年のメインキャスト（総合司会とは限らない）が本人の実名役で特別声優として出演する年があり、オープニングも限定版となる。詳細はサザエさんの登場人物#27時間テレビスペシャルを参照。当番組を放送しないテレビ大分でも放送。
- テレビくん、どうも!（1987年)
- クイズなっとく歴史館（1989年)
- なるほど!ザ・ワールド（1989年)
- ものまねくらぶ（1989年)
- クイズ!年の差なんて（1989年・1991年）
- ちびまる子ちゃん（1990年 - 1992年・1995年 - 2003年・2005年 - 2007年・2017年）
  - 初期は通常通りの内容で放送。2006年・2007年は『FNS27時間テレビ』の特別編として、その年のメインキャストが本人の実名役で特別声優として出演する年があった。2017年は短編アニメとして参加。
- たけし・逸見の平成教育委員会（1992年 - 1995年・2019年）
  - 1992年 - 1994年はベース番組として参加。
  - 2019年は『令和教育委員会』として放送。
- 北野ファンクラブ（1992年 - 1994年）
  - 1992年、1993年は「たけしの平成ファンクラブ」として。1994年は「夜のチョットスタジオ」として放送。
- カルトQ（1992年）
- あっぱれさんま大先生（1992年 - 1994年）
  - やっぱりさんま大先生（1996年・1998年・1999年）
- オールナイトフジR（1994年）
- めざましテレビ（1997年・2002年 - 2006年、2011年 - ）
  - 日曜日ではあるが、放送開始時刻が通常よりも遅い短縮版として平日勢の出演者とフォーマットで放送。よって、本番組がある週は前週の月曜日から本番組当日の『めざましどようび』までの6日分、日曜日の本コーナー、そして翌日からの6日分と13日間『めざまし』の放送が毎日ある形になっている。
  - 後述の通りニュースに関しては別途『FNNニュース』を放送するため、コーナー内ではスポーツニュースやレギュラー企画などストレートニュース以外のコーナーを放送している。ただし、2011年のようにコーナー内でストレートニュース・スポーツ・エンタメを平日と同じ形で伝える場合もある。他に1995年は「めざめてるテレビ」としてパロディコーナーが行われた。
- 魔法のランプ!（1995年）
- 明石家さんまのスポーツするぞ!大放送 （1995年 - 1997年）
- HEY!HEY!HEY! MUSIC CHAMP （1995年・1997年・2009年）
  - 2008年は総合司会の明石家さんまが収録中のスタジオに乱入した。
- LOVE LOVE あいしてる（1997年・1998年）
- 中居正広のボクらはみんな生きている（1998年・1999年）
  - 1998年はベース番組として参加。
- SMAP×SMAP（1998年 - 2000年・2007年・2011年 - 2014年）
  - 1998年〜2000年、2007年、2013年は『BISTRO SMAPスペシャル』として、
  - 2011年は『出張!BISTRO SMAPスペシャル』として、
  - 2012年は『SMAP×SMAP生でビストロやっちゃってもいいかな？いいとも!SP』として、
  - 2014年はベース番組として参加したほかに、『ごちそうBISTRO SMAP』として、それぞれ放送。2012年・2013年はコーナーの前後に「S-live」も行っている。
- めちゃ²イケてるッ!（1998年・2001年・2004年・2005年、2008年 - 2015年）
  - 1998年、2001年は「裏めちゃイケ」として参加。
  - 2004年・2011年・2015年はベース番組として参加。
- 報道2001（1998年）
- ハッピーバースデー!（1998年）
- サタ☆スマ （1999年・2000年・2007年）
- ココリコミラクルタイプ（2000年・2007年）
- クイズ$ミリオネア（2001年・2002年・2006年）
- とんねるずのハンマープライス（2001年）
- 力の限りゴーゴゴー!!・ハモネプリーグ（2002年・2024年）
  - 2002年はFNS各局対抗企画「みんなでハモネプ」として行われた。
- 情報プレゼンター とくダネ!（2002年）
- 桑田佳祐の音楽寅さん 〜MUSIC TIGER〜（2003年）
- はねるのトびら（2004年・2008年）
- トリビアの泉 〜素晴らしきムダ知識〜（2005年）
  - 2005年は「トリビアの温泉」「テレビヤの種」として行われた。
- スターどっきり（秘）報告（2005年）
- 細木数子の人生ダメだし道場（2005年）
- FNNスーパーニュース（2005年）

2005年は「FNNスーパーこどもニュース」として行われた。それ以外にも2004年までは日曜夕方の枠が『FNNスーパーニュースWEEKEND』の短縮版として放送されていた。
- お台場明石城（2005年）
- 中居正広の(生)スーパードラマフェスティバル（2006年）
- ネプリーグ（2006年 - 2012年・2016年）
- 脳内エステ IQサプリ（2006年）
- クイズ!ヘキサゴンII（2006年 - 2011年）
  - 2009年・2010年はベース番組として参加。
- もしもツアーズ（2007年）
- 江原啓之スペシャル 天国からの手紙（2007年）
- オレたちひょうきん族 （2008年・2009年）
  - 2008年はベース番組として参加。
- 爆笑レッドカーペット（2008年）
  - 2008年は「爆笑列島カーペット」として行われた。
- さんタク（2008年・2014年）
- たけし・さんまの有名人の集まる店（2008年・2019年）
- ペケ×ポン（2009年 - 2012年）
- VS嵐（2009年・2010年）
- ホメられてノビるくん（2011年）
- サタデー・ナイト・ライブ JPN（2011年）
- とんねるずのみなさんのおかげでした（2011年・2012年・2015年）
- ピカルの定理（2011年・2012年）
- ホンマでっか!?TV（2011年 - 2013年・2016年 - 2018年）
- 爆笑 大日本アカン警察（2011年 - 2013年）
- みんなのKEIBA（2011年 - ）
- 殿様のフェロモン（2011年）
- FNS歌謡祭（2011年・2015年・2023年）

2011年は「2011 FNS歌へた祭」として、2015年は「2015 FNSドリームカバー歌謡祭」として、2023年は「FNS 鬼レンチャン歌謡祭」としてパロディコーナーが行われた。
- 草彅剛の女子アナスペシャル（2012年）
- はやく起きた朝は…（2012年）

2012年は「ずっと起きていた朝は…」として行われた。
- ほこ×たて（2013年）
- アウト×デラックス（2013年）
- 明石家さんまのフジテレビ大反省会（2013年）
- 人志松本のすべらない話（2013年）
- ワイドナショー（2014年）
- キスマイBUSAIKU!?（2014年・2016年）
- おじゃMAP!!（2014年）
- 痛快TV スカッとジャパン（2016年 - 2018年）
- さんまのお笑い向上委員会（2016年 - 2019年・2024年）
- いただきハイジャンプ（2016年）
- バイキング（2016年）
- ネタパレ（2016年・2017年）
- ドラゴンボール超（2017年）
- ONE PIECE（2017年）
- こちら葛飾区亀有公園前派出所（2017年）
- 村上信五とスポーツの神様たち（2017年）
- 関ジャニ∞クロニクル（2017年 - 2019年）
- くいしん坊!万才（2018年・2019年）
- キャプテン翼（2019年）
- 千鳥の鬼レンチャン（2023年・2024年）
  - 2023年はベース番組として参加。
- イタズラジャーニー（2023年）
- run for money 逃走中（2023年・2024年）
- 今夜はナゾトレ（2023年・2024年）
- 芸能人が本気で考えた!ドッキリGP（2023年・2024年）
- 有吉ダマせたら10万円（2023年）
- ダウンタウンのごっつええ感じ（2023年）
- 新しいカギ（2024年）
  - 2024年はベース番組として参加。
- ぽかぽか（2024年）

### ニュースコーナー
初期は土曜深夜と日曜夕方のみだったが、1993 - 2000年は台風直撃や巨大地震・重大事件・事故といった緊急速報時を除き日曜夕方のみとなっていた。2001年以降は通常の土曜深夜または日曜未明・日曜朝・日曜昼・日曜夕方の計4回ニュースコーナーが設けられている（ただし放送時間は年によって一定ではない）。キャスターは各々の定時ニュースの担当アナウンサーが務めることが多いが、2000年代前半あたりまでは定時ニュース番組が当番組にコーナー参加したり、番組出演者がキャスターや原稿読みに挑戦することもあった（例・「DATE LINEデラックス」）。なお、2011年まで日曜昼前と夕方のニュース番組を時差放送していたCS放送「フジテレビ739→フジテレビTWO」では、ニュース番組の時差放送自体が休止となるためスポーツ中継がない限り、番組ガイドに差し替えていた。
以下はタイトルが付けられたニュースコーナー。これ以外の年及び時間帯は『FNNニュース』となっている。
土曜深夜
- タモリのニュースファクトリー（1987年）
- DATE LINEデラックス（1988年 - 1989年）
- FNN NEWSCOMスペシャル（1990年 - 1992年）

日曜朝
- めざましテレビ(2002年 − 2006年、2011年 −)

日曜夕方
- FNNスーパータイムスペシャル・スーパータイムデラックス（1987年 - 1993年・1996年）
- ザ・ヒューマン特別版（1997年）
- スーパーニューススペシャル（1998年 - 2004年）

#### スポーツコーナー
- プロ野球ニューススペシャル（1987年 - 2000年）
- すぽると!スペシャル（2001年 - 2015年・2024年）[注 29]
- スポーツLIFE HERO'Sスペシャル（2016年）[注 30]
- S-PARKスペシャル（2019年 - 2023年）[注 31]

## 事前・事後番組
系列局を含め総力を上げた大型特番のため、放送1 - 2ヶ月前から、放送前日などや放送開始直前、放送から1 - 2週間後に関連特別番組を編成することがある。またベースとなる番組のレギュラー回で企画などの情報解禁やFNS系列局対抗企画の予選の模様を放送する事もある。
また2012年まではカスペや金曜プレステージなどの特別番組枠内で以下のようなタイトルで事前番組を放送していた。
- FNS27時間テレビ前夜祭
- FNS27時間テレビスタート直前スペシャル

2013年以降は放送1週間前より、月曜から金曜までの深夜枠で10分程度の番宣や放送当日の土曜日昼〜夕方頃に1時間程度の番宣特番が編成される。